# Vitamin B2-brist
Vitamin B2-brist, ariboflavinos eller riboflavinbrist är ett medicinskt tillstånd av brist på vitamin B2, även kallat riboflavin. Tillståndet beror ofta på bristande intag av livsmedel som innehåller vitaminet, på alkoholism, leversjukdomar eller på bristande upptag i mag-tarmkanalen.
Brist yttrar sig ofta genom särskilda munsår, så kallade munvinkelragader, sår i mungipan som inte innehåller var. Vidare ses bland annat trötthet, huvudvärk, röda ögon, ljuskänslighet, röd och svullen tunga, och anemi. Vitamin B2-brist under graviditet kan ge fostret gomspalt, medfödda hjärtfel och försämrad längdtillväxt.